# Elysion (musikduo)
Elysion är ett svenskt musikprojekt bestående av kompositörerna Mikael Anderfjärd och Andreas Nordqvist.  Det är mest känt för sitt deltagande i Melodifestivalen 2006 med låten Golden Star där sopranen Hannah Holgersson och barytonen Anders Mårtensson var solister. Kungliga Filharmonikerna stod för bakgrundsmusiken som spelades när låten framfördes, som var musikal- och operainspirerad. 2007 släpptes albumet Your own Fairy Tale på Naxos.